# Analcina penthica
Analcina penthica là một loài bướm đêm trong họ Crambidae.